# Diecezja Civita Castellana
Diecezja Civita Castellana – diecezja Kościoła rzymskokatolickiego we Włoszech, a dokładniej w Lacjum. Należy do metropolii rzymskiej. Powstała w 990 roku. W roku 1473 została do niej włączona diecezja Orte, następnie w 1805 diecezja Gallese, a w 1986 diecezja Nepi e Sutri. Za każdym razem przy okazji tych fuzji zmieniano nazwę diecezji, lecz w 1991 papież Jan Paweł II przywrócił jej pierwotną nazwę, która obowiązuje do dziś.